# Macromolécula

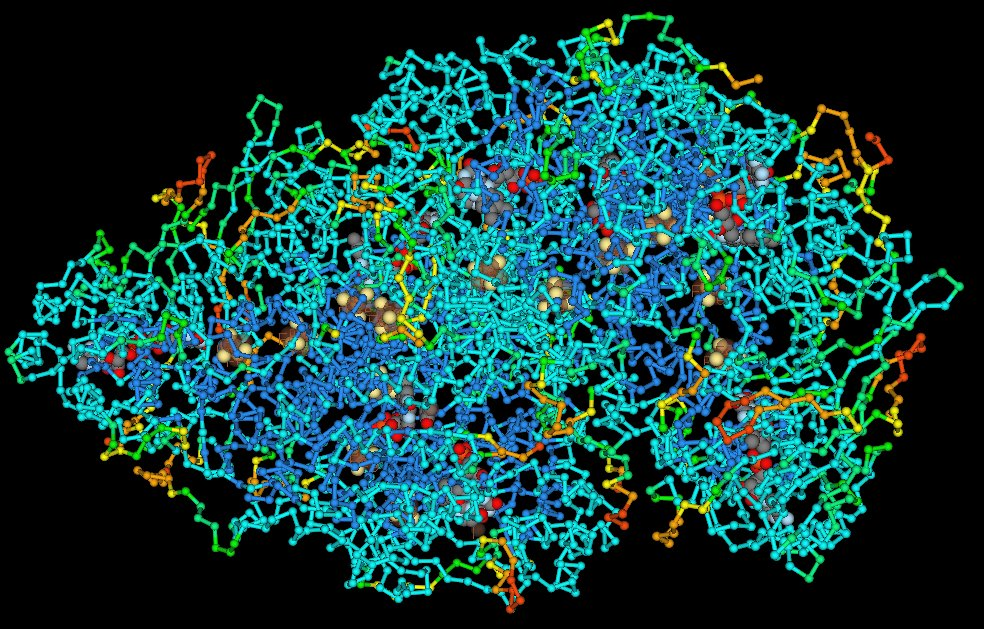
Estructura química de un polipéptido, un ejemplo de macromolécula

Una macromolécula es una molécula de gran tamaño creada comúnmente a través de la polimerización de subunidades más pequeñas (monómeros). Por lo general se componen de miles, o más átomos. Pueden ser tanto orgánicas como inorgánicas y las más comunes en bioquímica son biopolímeros (ácidos nucleicos, proteínas, carbohidratos y polifenoles) y grandes moléculas no poliméricas (como lípidos y macrociclos). Ejemplo de macromoléculas sintéticas son los plásticos comunes y las fibras sintéticas, así como algunos materiales experimentales, como los nanotubos de carbono.
El término macromolécula se refería originalmente a las moléculas que pesaban más de 11 000 dalton de masa atómica, aunque pueden alcanzar millones de UMAs.

## Definición
El término «macromolécula» (macro- + molécula) fue acuñado por el premio Nobel Hermann Staudinger en la década de 1920, aunque su primera publicación relevante en este campo solo mencionaba «compuestos de alto peso molecular» (por encima de 1000 átomos). En ese momento el término «polímero», como había sido introducido por Berzelius en 1833, tenía un significado diferente al de hoy: solamente era otra forma de isomería, por ejemplo, con benceno y acetileno y tenía poco que ver con el tamaño.
El uso del término para describir moléculas de gran tamaño varía según las disciplinas. Por ejemplo, mientras que en biología se refieren a macromoléculas como las cuatro grandes moléculas que comprenden los seres vivos, en química, el término puede referirse a los agregados de dos o más moléculas unidas por fuerzas intermoleculares en lugar de enlaces covalentes, pero que no se disocian fácilmente.
De acuerdo con la definición estándar de la IUPAC, el término «macromolécula» tal como se utiliza en la ciencia de los polímeros se refiere solo a una única molécula. Por ejemplo, una molécula polimérica sencilla se describe apropiadamente como una «macromolécula» o «molécula de polímero» en lugar de un «polímero», lo que sugiere una sustancia compuesta de macromoléculas.
A causa de su tamaño, las macromoléculas no se pueden describir convenientemente solo en términos de estequiometría. La estructura de las macromoléculas simples, tales como los homopolímeros, se puede describir en términos de la subunidad monómerica individual y con la masa molecular total. Las biomacromoléculas complicadas, por otro lado, requieren una descripción estructural de múltiples facetas, tal como la jerarquía de estructuras utilizada para describir las proteínas. En inglés británico, el término «macromolécula» tiende a ser llamado «alto polímero» (high polymer).

## Descripción
Forman largas cadenas que se unen entre sí por fuerzas de Van der Waals, puentes de hidrógeno o interacciones hidrofóbicas y por enlaces covalentes.
Por lo general, se analizan moléculas en el que el número de átomos es muy pequeño, que además constan de una masa molecular relativamente pequeña. Por ejemplo, la molécula del agua (H2O) consta solo de tres átomos (molécula triatómica) y la masa molecular relativa es de 18. En cambio, existen muchas clases de moléculas que poseen una composición mucho más complicada, es decir, una gran cantidad de átomos y un valor grande en su masa molecular; a esta clase de composiciones se le denomina macromoléculas. Específicamente, una macromolécula tiene una cantidad mínima de 1000 y una masa no menos de 10 000. Además los eslabones que unen la molécula no conducen a variación en las propiedades físicas, si estos son adicionados de manera complementaria. Por ejemplo la molécula del polietileno, cuya masa molecular relativa es de 280.000 y consta de 20 000 eslabones de grupos -CH2-. Otro ejemplo es la molécula del ácido ribonucleico; consta de eslabones ribonucleótidos que se repiten. Su fórmula química es C575H901O193N171S12, y su masa molecular relativa es de 13.682. Los polímeros son sustancias conformadas por macromoléculas.
Desde hacía un tiempo se denominaron a cierto grupo de moléculas los coloides, en una época que no se conocía la existencia de la macromolécula. Los coloides tienen una apariencia gelatinosa adhesiva, con una velocidad de difusión pequeña sin poder atravesar las membranas, contrario a lo que ocurre, por ejemplo, con la sal común, que se difunde muy bien y pasa a través de las membranas. Estas sustancias fueron llamadas cristaloides por su buena conformación estructural. En lo sucesivo fue descubierto que, en condiciones determinadas, los cristaloides podían adquirir un «estado coloidal», si se lograba unir sus moléculas en grupos y con una masa relativa baja. La agregación de las moléculas de los cristaloides que conducen a la aparición de las propiedades coloidales de sus moléculas, es por lo general una manifestación de las fuerzas de la valencia secundaria y el enlace de los átomos en las macromoléculas es covalente.

## Biopolímeros lineales
Todos los organismos vivos dependen de tres biopolímeros esenciales para sus funciones biológicas: ADN, ARN y proteínas. Cada una de estas moléculas es necesaria para la vida ya que cada una desempeña un papel distinto e indispensable en la célula. El resumen sencillo es que El ADN produce ARN, y luego el ARN produce proteínas.
El ADN, el ARN y las proteínas consisten en una estructura repetitiva de bloques de construcción relacionados (Nucleótidos en el caso del ADN y el ARN, aminoácidos en el caso de las proteínas). En general, todos son polímeros no ramificados, por lo que pueden representarse en forma de cadena. De hecho, pueden verse como una cadena de cuentas, en la que cada cuenta representa un único monómero de nucleótido o aminoácido unido mediante enlace químico covalente en una cadena muy larga.
En la mayoría de los casos, los monómeros de la cadena son muy propensos a interactuar con otros aminoácidos o nucleótidos. En el ADN y el ARN, esto puede adoptar la forma de pares de bases Watson-Crick (G-C y A-T o A-U), aunque pueden producirse y se producen muchas interacciones más complicadas.

### Características estructurales
Debido a la naturaleza bicatenaria del ADN, esencialmente todos los nucleótidos adoptan la forma de pares de bases Watson-Cricks entre nucleótidos de las dos hebras complementarias de la doble hélice.
En cambio, tanto el ARN como las proteínas son normalmente monocatenarias. Por lo tanto, no están limitados por la geometría regular de la doble hélice del ADN, por lo que se pliegan en complejas formas tridimensionaless que dependen de su secuencia. Estas formas diferentes son responsables de muchas de las propiedades comunes del ARN y las proteínas, como la formación de bolsas de unión específicas y la capacidad de catalizar reacciones bioquímicas.

#### El ADN está optimizado para codificar información
El ADN es una macromolécula de almacenamiento de información que codifica el conjunto completo de instrucciones (el genoma) necesarias para ensamblar, mantener y reproducir todo organismo vivo.
Tanto el ADN como el ARN son capaces de codificar información genética, ya que existen mecanismos bioquímicos que leen la información codificada dentro de una secuencia de ADN o ARN y la utilizan para generar una proteína específica. Por otro lado, la información de la secuencia de una molécula de proteína no es utilizada por las células para codificar funcionalmente la información genética.: 5 
El ADN tiene tres atributos principales que le permiten ser mucho mejor que el ARN a la hora de codificar la información genética. En primer lugar, normalmente es de doble cadena, por lo que hay un mínimo de dos copias de la información que codifica cada gen en cada célula. En segundo lugar, el ADN tiene una estabilidad mucho mayor frente a la descomposición que el ARN, un atributo asociado principalmente a la ausencia del grupo 2'-hidroxilo dentro de cada nucleótido del ADN. En tercer lugar, existen sistemas de vigilancia y reparación del ADN altamente sofisticados que controlan los daños en el ADN y reparan la secuencia cuando es necesario. No se han desarrollado sistemas análogos para reparar las moléculas de ARN dañadas. En consecuencia, los cromosomas pueden contener muchos miles de millones de átomos, dispuestos en una estructura química específica.

#### Las proteínas están optimizadas para la catálisis
Las proteínas son macromoléculas funcionales responsables de la catalización de las reacciones bioquímicass que sustentan la vida.: 3  Las proteínas llevan a cabo todas las funciones de un organismo, por ejemplo, la fotosíntesis, la función neuronal, la visión y el movimiento.
La naturaleza monocatenaria de las moléculas de proteína, junto con su composición de 20 o más aminoácidos diferentes, les permite plegarse en un gran número de formas tridimensionales diferentes, proporcionando al mismo tiempo bolsas de unión a través de las cuales pueden interactuar específicamente con todo tipo de moléculas. Además, la diversidad química de los distintos aminoácidos, junto con los diferentes entornos químicos que ofrece la estructura tridimensional local, permite a muchas proteínas actuar como enzimas, catalizando una amplia gama de transformaciones bioquímicas específicas dentro de las células. Además, las proteínas han desarrollado la capacidad de unirse a una amplia gama de cofactores y coenzimas, moléculas más pequeñas que pueden dotar a la proteína de actividades específicas más allá de las asociadas a la cadena polipeptídica por sí sola.

#### El ARN es multifuncional
El ARN es multifuncional, su función principal es codificar proteínas, de acuerdo con las instrucciones dentro del ADN de una célula.: 5  Controlan y regulan muchos aspectos de la síntesis de proteínas en eucariotas.
El ARN codifica información genética que puede ser traducida a la secuencia de aminoácidos de las proteínas, como demuestran las moléculas de ARN mensajero presentes en cada célula y los genomas de ARN de un gran número de virus. La naturaleza monocatenaria del ARN, junto con su tendencia a la descomposición rápida y la falta de sistemas de reparación, hace que el ARN no sea tan adecuado para el almacenamiento a largo plazo de información genética como el ADN.
Además, el ARN es un polímero monocatenario que, al igual que las proteínas, puede plegarse en un gran número de estructuras tridimensionales. Algunas de estas estructuras proporcionan sitios de unión para otras moléculas y centros químicamente activos que pueden catalizar reacciones químicas específicas en esas moléculas unidas. El número limitado de bloques de construcción diferentes del ARN (4 nucleótidos frente a >20 aminoácidos en las proteínas), junto con su falta de diversidad química, hace que los ARN catalíticos (ribozimas) sean, en general, catalizadores menos eficaces que las proteínas para la mayoría de las reacciones biológicas.

## Tipos de macromoléculas
Las macromoléculas pueden ser clasificadas de distintos modos.
- Atendiendo a su origen, pueden ser:

- Naturales:

- Polisacáridos (almidón, glucógeno, celulosas, quitina, etc.)
- Proteínas
- Ácidos nucleicos (ADN y ARN)
- Carbohidratos
- Lípidos

- Artificiales:

- Polímeros (Poliuretano, Polietileno, Cloruro de polivilino (PVC) o Politetrafluoroetileno)
- Nanotubo de carbono

- Según su estructura molecular:

- Lineales: los monómeros se unen por dos sitios (cabeza y cola).
- Ramificadas: cuando los monómeros se unen por tres o más sitios,

- Según su composición:

- Homopolímeros: formados por un único monómero que se repite.
- Copolímeros: formados dos o más monómeros.

- Según su tamaño:

dando origen a estructuras supra-macro-moleculares como el Nucleolo y la Cromatina.